# Ołeksandr Jewsiukow
Ołeksandr Serhijowycz Jewsiukow, ukr. Олександр Сергійович Євсюков (ur. 23 czerwca 1978) – ukraiński piłkarz, grający na pozycji pomocnika.

## Kariera piłkarska

### Kariera klubowa
Wychowanek klubu Krywbas Krzywy Róg, barwy drugiej drużyny której bronił w amatorskich mistrzostwach. Karierę piłkarską rozpoczął w drugoligowym zespole Sportinwest Krzywy Róg. W sezonie 1996/97 bronił barw Nywy Berszad. Potem został zaproszony do Krywbasa Krzywy Róg, w składzie którego 28 kwietnia 1998 debiutował w Wyższej Lidze w meczu z Karpatami Lwów. Latem 2000 opuścił Krywbas, a potem bronił barw amatorskich zespołów. W lutym 2005 ponownie był wpisany na listę piłkarzy Krywbasa, ale nie rozegrał żadnego meczu.

## Sukcesy i odznaczenia

### Sukcesy klubowe
- brązowy medalista Mistrzostw Ukrainy: 1999, 2000
- finalista Pucharu Ukrainy: 2000